# Canthon subhyalinus
Canthon subhyalinus là một loài bọ cánh cứng trong họ Bọ hung (Scarabaeidae).